# Léon Janet
Léon Augustin Janet, né le 6 décembre 1861 à Paris et mort le 29 octobre 1909 à Paris, est un ingénieur et homme politique français, député du Doubs de 1902 à 1909.

## Carrière
Fils d'un officier de marine, neveu de Charles Tramu, député du Doubs, et gendre de Jean-Émile Roger, sénateur de la Dordogne, Léon Janet suivit ses études au lycée Charlemagne à Paris, entra en 1879 à l'École polytechnique et en sorti, à 19 ans, premier de sa promotion. En 1881, il est admis à l'École nationale supérieure des Mines. Il y est l’élève qui voyage le plus. Ainsi, pendant l'année 1883, il visite toutes les mines et usines principales de Scandinavie. Il est le seul à faire part dans ses écrits du trajet emprunté lors de son voyage. Il ajoute dans son journal un fond de carte sur lequel il indique ses lieux de passage. Après la Suède et la Norvège, il termine son voyage par l’Allemagne, l’Autriche et le Hongrie. Son voyage dure cent jours. Il sort major de l'Ecole des Mines en 1884.  
Il commence sa carrière à Valenciennes comme ingenieur au service de la surveillance des mines de charbon du bassin du Nord.   
En 1889, il est nommé au contrôle des chemins de fer à Paris, puis la ville de Paris le charge d'étudier la question de l'alimentation en eau potable de la capitale. Il est promu ingénieur en chef des Mines et devient ingénieur en chef du contrôle de l'exploitation technique de la Compagnie des chemins de fer P.L.M.
D'une famille originaire de Franche-Comté, il est élu conseiller municipal de Saint-Vit, conseiller général et enfin député du Doubs en 1902. Il est supporté pendant la campagne législative par son beau-frère, Pierre Roger, Préfet du Doubs, et succède à son oncle maternel, Charles Tramu dans la 2ème circonscription de Besançon. Il fut président des commissions des chemins de fer et des travaux publics.à la chambre et auteur de nombreux rapports sur les questions concernant les mines, les chemins de fer, les installations portuaires, la distribution d'energie. Il sera également rapporteur du budget des travaux publics.
Le 31 mai 1905, il devient l'un des six vice-présidents du comité exécutif du Parti républicain, radical et radical-socialiste.
En 1906, il est réélu député du Doubs.

## Publications
- Revision de la feuille géologique de Meaux (1895)
- Sur l'allure des grès bartoniens dans la région de Château-Thierry (1896)
- Note sur l'existence de l'étage bartonien dans la vallée du Loing entre Nemours et Montigny (1899)
- Note sur le système d'enclenchements par serrures Bouré (1899)
- Conférence de géologie appliquée sur le captage et la protection des sources d'eaux potables (1900)
- Livret. Guide des excursions en France du VIIIe congrès géologique international: Bassin tertiaire parisien : Excursions pendant le congrès (1900)
- Sur l'âge des gypses de Bagneux (1900)
- Travaux de captage des sources des vallées du Loing et du Lunain (1900)
- Environs d'Argenteuil et de Romainville. Visite des captages des sources des vallées du Loing et du Lunain (1900)

## Sources
- « Léon Janet », dans le Dictionnaire des parlementaires français (1889-1940), sous la direction de Jean Jolly, PUF, 1960 [détail de l’édition]